# Siegfried (motorfiets)
Siegfried is een historisch merk van motorfietsen.
De bedrijfsnaam was Siegfried-Werke, Kyritz-Priegnitz (1925).
Het was Duits merk dat slechts één jaar motorfietsen produceerde. Het waren 142cc-tweetaktmachines met DKW-motorblokken.
De Siegfried-Werke begonnen de productie van hun lichte en goedkope motorfietsjes op een slecht moment. Juist in 1925 verdwenen ruim 150 van deze kleine bedrijfjes van de Duitse markt. Ze gebruikten vrijwel zonder uitzondering inbouwmotoren en moesten concurreren tegen de grotere opkomende merken als Zündapp en DKW zelf. Daardoor waren ze veroordeeld tot een kleine, regionale klantenkring.